# Breitenlesau
Breitenlesau ist ein Gemeindeteil der Stadt Waischenfeld im Landkreis Bayreuth (Oberfranken, Bayern). Die Gemarkung Breitenlesau hat eine Fläche von 9,585 km². Sie ist in 1336 Flurstücke aufgeteilt, die eine durchschnittliche Flurstücksfläche von 7174,27 m² haben. In ihr liegt neben dem namensgebenden Ort der Gemeindeteil Siegritzberg.

## Geografie
Das Kirchdorf Breitenlesau befindet sich etwa viereinhalb Kilometer nordwestlich von Waischenfeld auf einer Höhe von 457 Metern.

## Geschichte
Ein bambergischer Lehenskomplex gehörte seit dem Mittelalter den Herren von Streitberg.
Durch die Verwaltungsreformen zu Beginn des 19. Jahrhunderts im Königreich Bayern wurde der Ort eine Ruralgemeinde, zu der Rauhenberg und Sigritzberg gehörten. Im Zuge der kommunalen Gebietsreform in Bayern wurde der größere Teil der Gemeinde Breitenlesau nach Waischenfeld eingemeindet, während der etwa drei Kilometer westlich von Breitenlesau gelegene Weiler Rauhenberg in die Marktgemeinde Wiesenttal umgemeindet wurde.

## Baudenkmäler

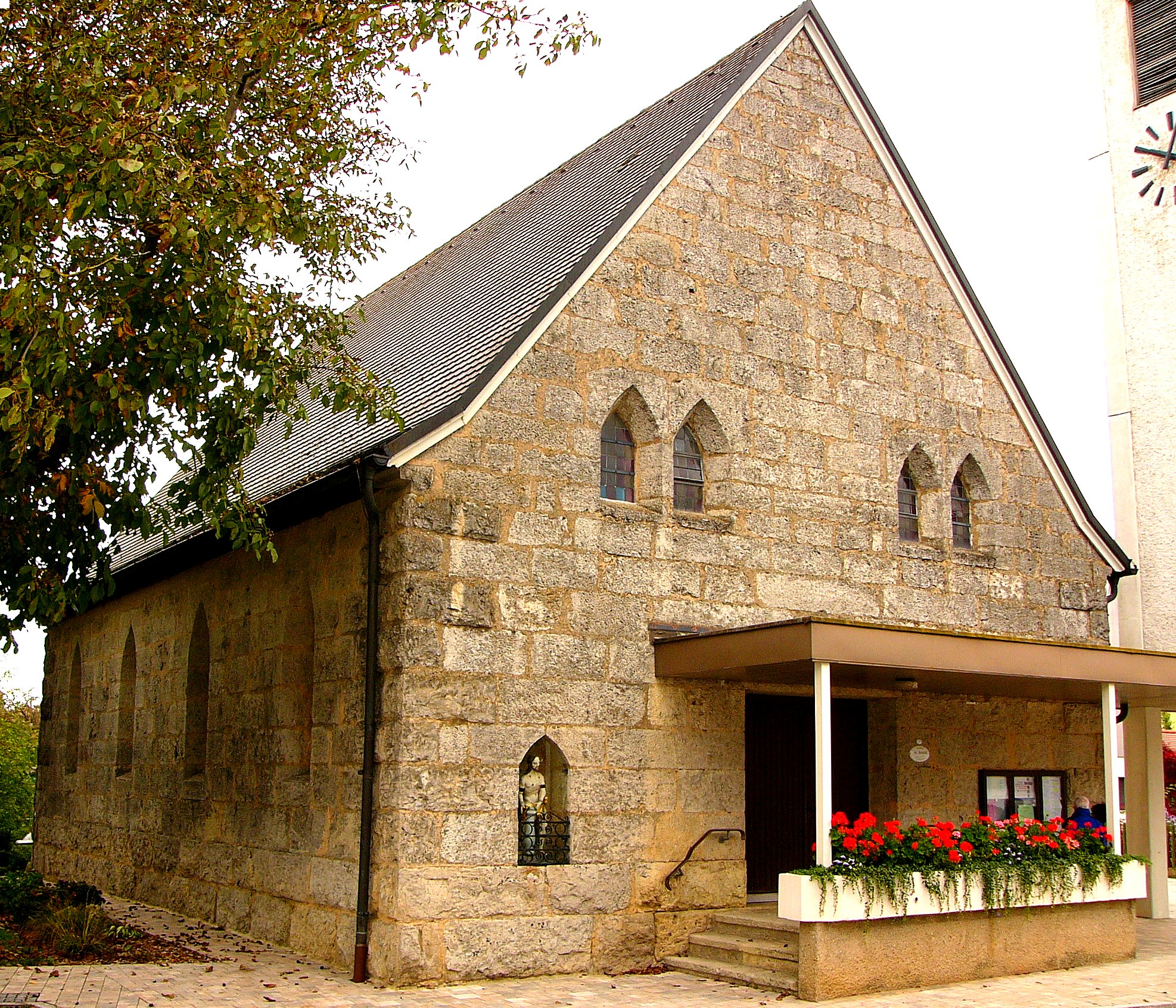
Die Kirche von Breitenlesau

In Breitenlesau stehen mehrere denkmalgeschützte Bauwerke, darunter die katholische Kirche mit der aus dem 18. Jahrhundert stammenden Ausstattung.

## Unternehmen

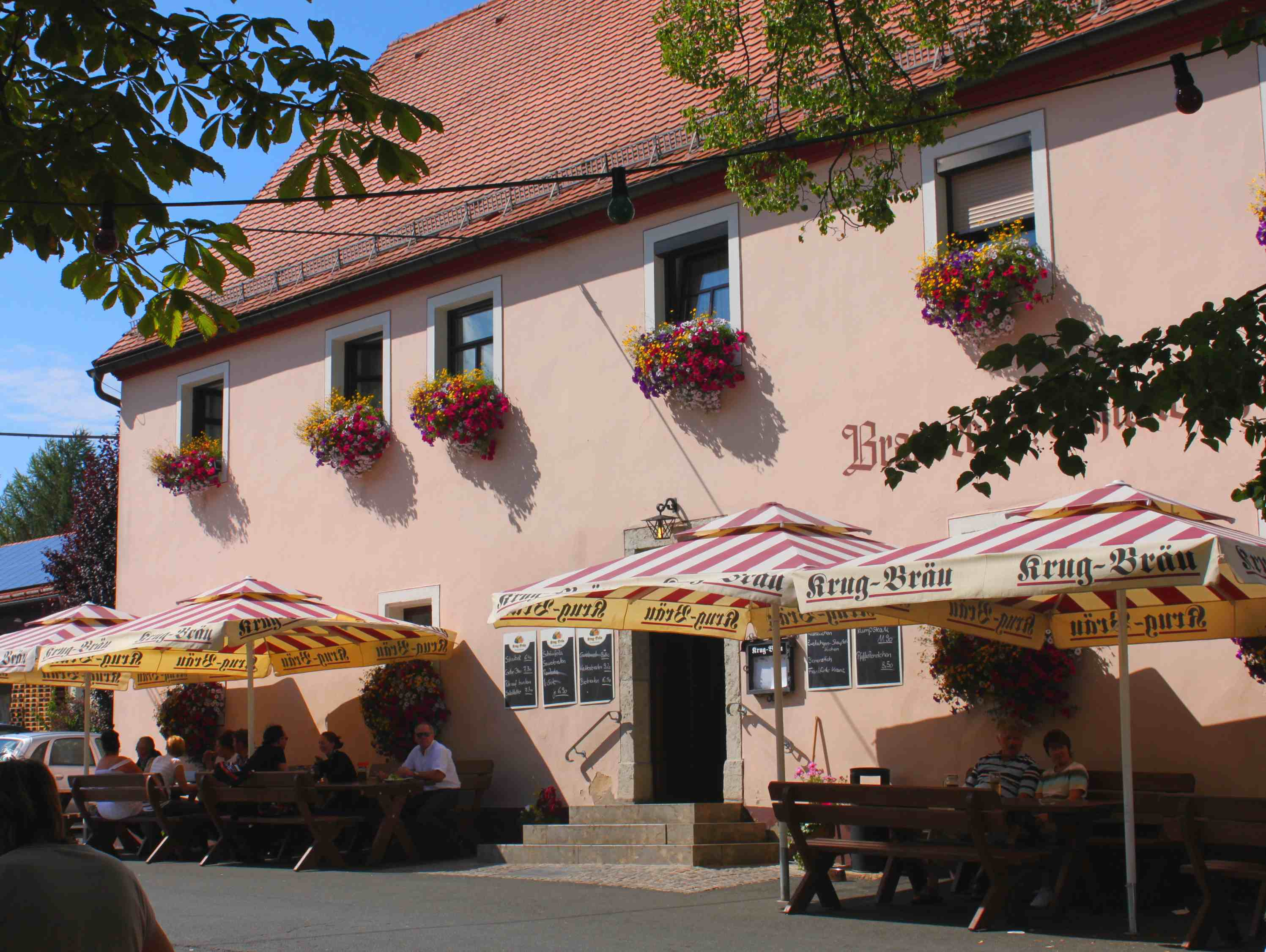
Das Gasthaus der Brauerei

Die in Breitenlesau ansässige Brauerei Krug gehört mit einem Ausstoß von 40.000 Hektolitern zu den größeren Brauereien im Gebiet der Fränkischen Schweiz.

## Verkehr
Die Staatsstraße 2186 bindet Breitenlesau hauptsächlich an das öffentliche Straßennetz an, sie durchläuft den Ort von Sigritzberg im Südsüdwesten her kommend in nordnordöstlicher Richtung nach Kaupersberg. Die Kreisstraße BT 34 führt ebenfalls durch Breitenlesau, sie kommt aus dem etwa eineinhalb Kilometer im Nordwesten gelegenen Aufseßer Gemeindeteil Zochenreuth und setzt sich in südöstlicher Richtung zu dem ebenfalls zu Waischenfeld gehörenden Dorf Hubenberg fort, das zwei Kilometer von Breitenlesau entfernt liegt.